# Heterochordeumatidae
Heterochordeumatidae é uma família de milípedes pertencente à ordem Chordeumatida.
Géneros:
- Heterochordeuma Pocock, 1893
- Infulathrix Shear, 2000
- Pyrgeuma Shear, 2013
- Sumatreuma Hoffman, 1963